# Sacha Bulthuis
 (octobre 2018).
Sacha Bulthuis, née Alexandra Paula Maria Bulthuis le 24 mai 1948 à Doorn dans la province d'Utrecht et morte le 15 octobre 2009 à La Haye,, est une actrice néerlandaise.

## Filmographie

### Cinéma et téléfilms
- 1976 : Max Havelaar (Max Havelaar of de koffieveilingen der Nederlandsche handelsmaatschappij) de Fons Rademakers : Tine
- 1979 : Dokter Glas: Eva Mertens
- 1990 : Faeton : Rei van Uren
- 1993 : Recht voor z'n Raab : La docteure
- 1994 : De plantage : L'actrice en conversation
- 1995 : Aletta Jacobs: Het hoogste streven (nl) : Jeanette Broese van Groenou
- 1996 : Marrakech (nl) : Mathilde Trapper
- 1997-2001 : Baantjer : Deux rôles (Maria van der Meulen et Karin Stalknecht)
- 1999 : Un gamin (Kruimeltje) : La femme de Koster
- 2001 : All stars (nl) : La mère de Bram
- 2001 : Storm in mijn hoofd (nl) : Deux rôles (Gonoril et Annie)
- 2001 : AmnesiA (nl) : La mère d'Alex et d'Aram
- 2003 : De man in de linnenkast : Huisbazin
- 2005 : Wereld van stilstand : La psychiatre
- 2006 : Keyzer & De Boer Advocaten : Sylvia van't Hof
- 2008 : TBS (nl) : La mère de Johan
- 2009 : Komt een vrouw bij de dokter (nl) : Le docteur Scheltema

## Vie privée
Elle fut mariée avec l'acteur Aus Greidanus, avec qui elle a eu deux enfants, l'acteur Aus Greidanus jr. et l'actrice Pauline Greidanus.